# غوستافو هويرتا
غوستافو هويرتا (بالإسبانية: Gustavo Huerta)‏ (15 أكتوبر 1957 في تشيلي - ) هو لاعب كرة قدم تشيلي في مركز الوسط. شارك مع منتخب تشيلي لكرة القدم. أما مع النوادي، فقد لعب مع ديبورتيس أنتوفاغاستا وفيروفياريوس دي تشيلي ‏ وDeportes Ovalle ‏ ونادي كوبريسال.

## وصلات خارجية
- غوستافو هويرتا على موقع قاعدة بيانات كرة القدم.إي يو (الإنجليزية)
- غوستافو هويرتا على موقع ناشيونال فوتبول تيمز (الإنجليزية)
- غوستافو هويرتا على موقع Soccerway.com (الإنجليزية)
- غوستافو هويرتا على موقع عالم كرة القدم.نت (الإنجليزية)